# Henrique Rattner
Henrique Rattner, eigentlich Heinrich Rattner, (geboren 5. Februar 1923 in Wien; gestorben 8. Juni 2011 in São Paulo) war ein brasilianischer Urbanist und Verfechter des Nachhaltigkeitskonzepts.

## Leben
Heinrich Rattner war ein Sohn des Baruch und der Golda Rattner, er hatte drei Geschwister, sein jüngster Bruder Josef Rattner wurde Psychologe in Berlin. Rattner besuchte das Gymnasium in Wien und floh nach dem Anschluss Österreichs 1938 nach Palästina, während seine Eltern in die Schweiz flohen. Rattner arbeitete die erste Zeit in einem Kibbuz und später bei der Royal Navy. 1943 heiratete er Miriam Ben-Meir, die 1924 in Tel Aviv geboren worden war, sie hatten vier Kinder. 1946 zogen sie nach Belgien, wo er am „Institute for Advanced Studies“ Psychologie studierte. 1951 folgte er seinen Eltern, die inzwischen nach Brasilien übersiedelt waren. 
In Brasilien engagierte er sich als Lehrer und später mit seiner Frau als Leiter eines Ferienlagers für Kinder. Da sein belgischer Studienabschluss nicht anerkannt wurde,  studierte er Sozialwissenschaften an der Philosophischen Fakultät der Universität von São Paulo (USP) und machte 1962 einen Magister-Abschluss. 1968 wurde er mit der Dissertation Industrialização e concentração econômica em São Paulo in Politischer Ökonomie promoviert. Von 1970 an hatte er an der Wirtschaftsfakultät der USP und bei der Fundação Getulio Vargas verschiedene Professuren inne. 1979 wurde er Ordinarius für Technologie und Entwicklung, 1990 richtete er Postgraduiertenkurse in Umweltwissenschaft ein.   
Neben seiner universitären Karriere engagierte er sich aktiv für die Rechte von Kindern, war Direktor mehrerer Kinderheime und später ehrenamtlicher Berater eines Jugendprojekts in São Paulo. Er veröffentlichte Bücher zu Wissenschaftspolitik, Technologie, Wirtschaft und Nachhaltigkeit und betonte stets die Bedeutung einer interdisziplinären Herangehensweise.

## Schriften (Auswahl)
- Política industrial: projeto social. São Paulo: Ed. Brasiliense, 1988 (mit Vorwort von Florestan Fernandes).
- Brasil no limiar do século XXI: alternativas para a construção de uma sociedade sustentável. São Paulo: FAPESP, 2000. ISBN 85-314-0590-4
- Rumos do século XXI: a era das incertezas. São Paulo: EDUSP, 2011. ISBN 978-85-314-1320-9
- Uma ponte para a sociedade sustentável. São Paulo: Editora SENAC, 2012. ISBN 978-85-396-0160-8